# Davita Prendergast
Davita Prendergast (Jamaica, 6 de diciembre de 1984) es una atleta jamaicana, especialista en la prueba de los relevos 4x400 m, con la que llegó a ser subcampeona del mundo en 2011.

## Carrera deportiva
Ha conseguido la medalla de plata en relevos 4x400 m, en el Mundial de Daegu 2011, con un tiempo de 3:18.71 que supuso récord nacional de Jamaica, y quedaron situadas en el podio tras las estadounidenses y por delante de las británicas.